# Adetus griseicauda
Adetus griseicauda là một loài bọ cánh cứng trong họ Cerambycidae.